# Komsomolskij (rejon pałłasowski)
Komsomolskij (ros. Комсомольский) – osiedle w Rosji, w obwodzie wołgogradzkim, w rejonie pałłasowskim. W 2010 liczyło 1285 mieszkańców.